# Walkerville (Míchigan)
Walkerville es una villa ubicada en el condado de Oceana en el estado estadounidense de Míchigan. En el Censo de 2010 tenía una población de 247 habitantes y una densidad poblacional de 78,95 personas por km².

## Geografía
Walkerville se encuentra ubicada en las coordenadas 43°42′53″N 86°7′33″O / 43.71472, -86.12583. Según la Oficina del Censo de los Estados Unidos, Walkerville tiene una superficie total de 3.13 km², de la cual 2.8 km² corresponden a tierra firme y (10.35%) 0.32 km² es agua.

## Demografía
Según el censo de 2010, había 247 personas residiendo en Walkerville. La densidad de población era de 78,95 hab./km². De los 247 habitantes, Walkerville estaba compuesto por el 83.4% blancos, el 1.21% eran afroamericanos, el 2.02% eran amerindios, el 0.4% eran asiáticos, el 0% eran isleños del Pacífico, el 6.48% eran de otras razas y el 6.48% pertenecían a dos o más razas. Del total de la población el 17.81% eran hispanos o latinos de cualquier raza.